# کاول
کاول (انگلیسی: Cowell, South Australia) یک منطقه مسکونی در استرالیا است.

## نگارخانه

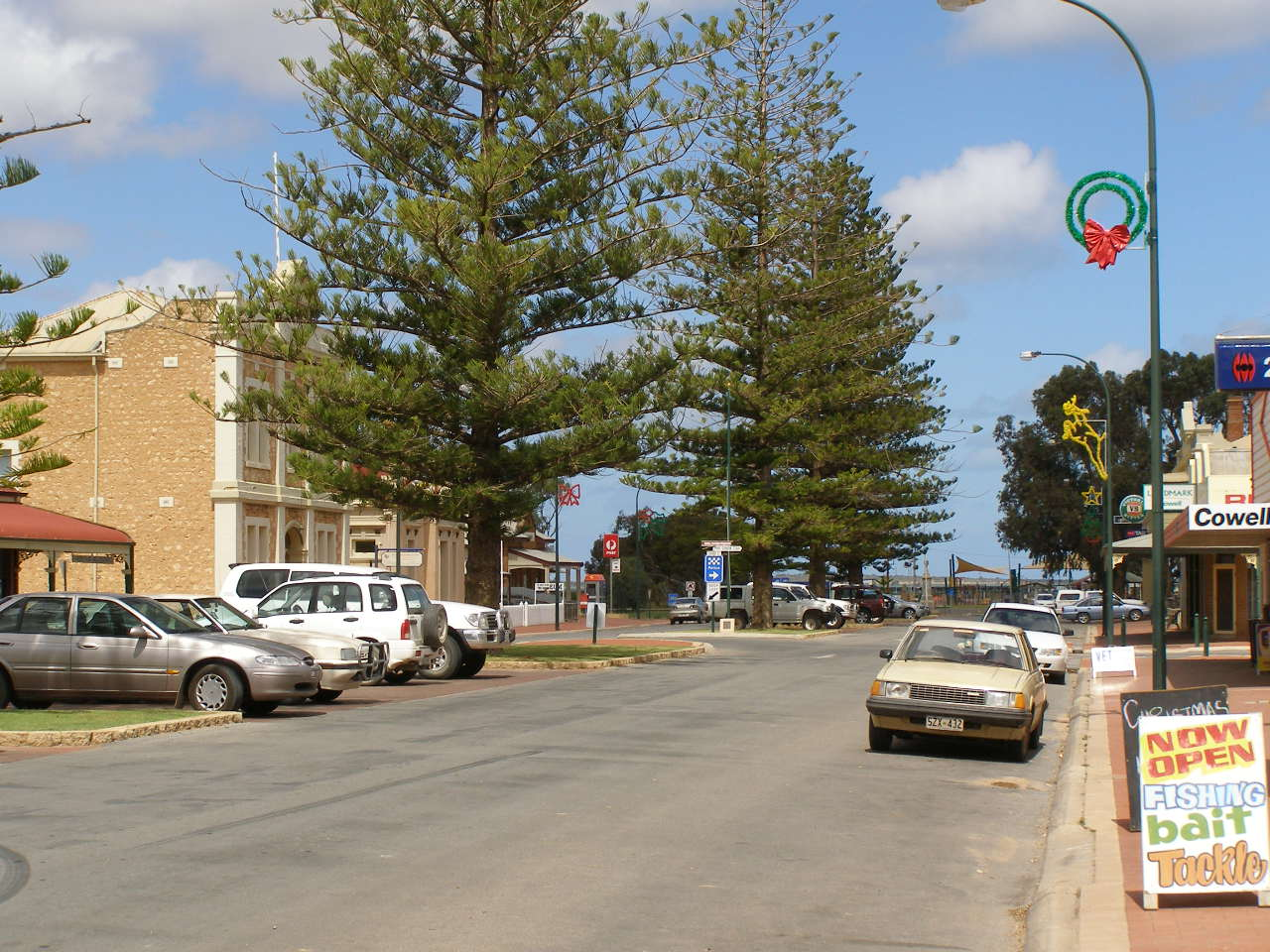
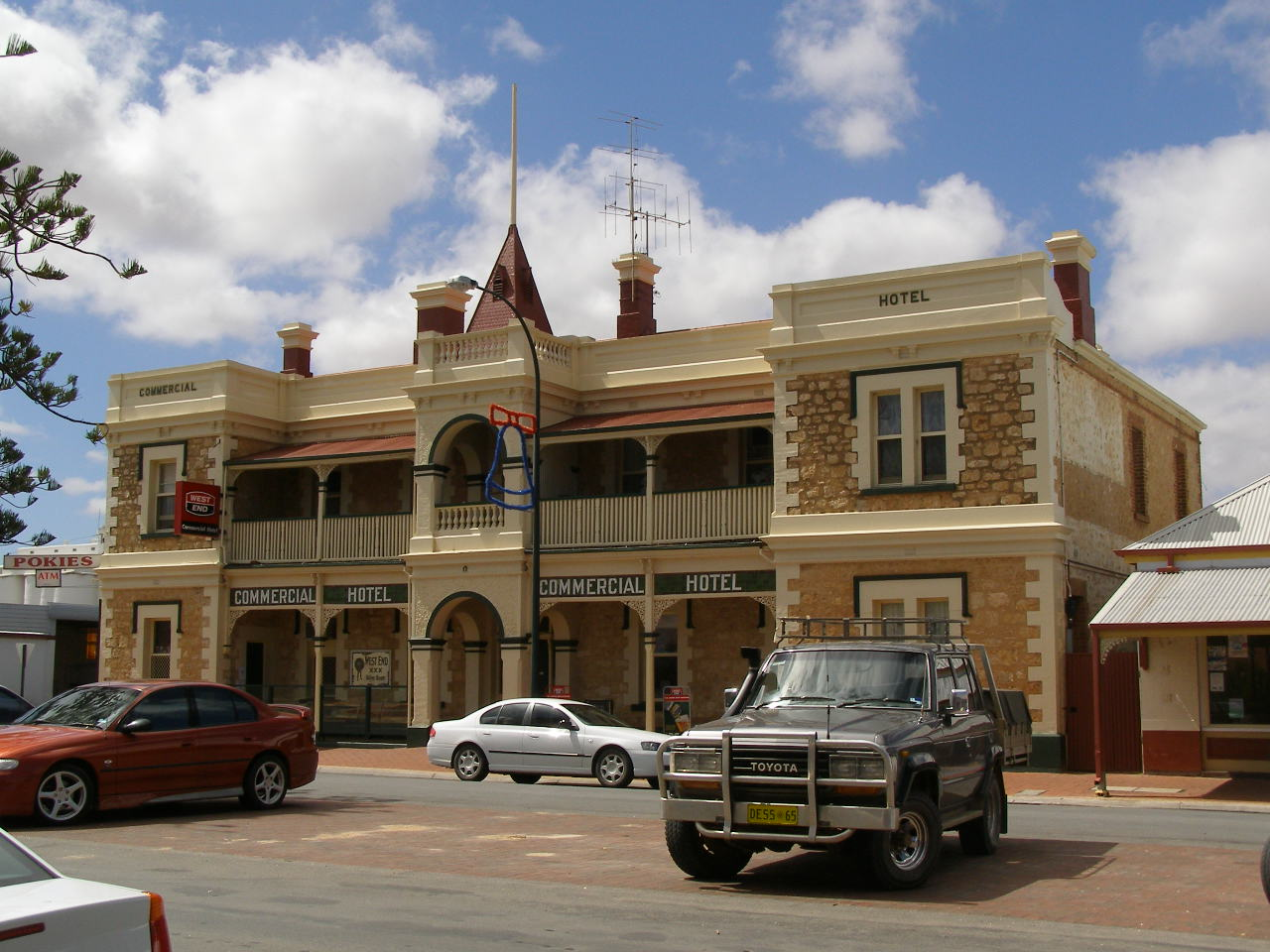
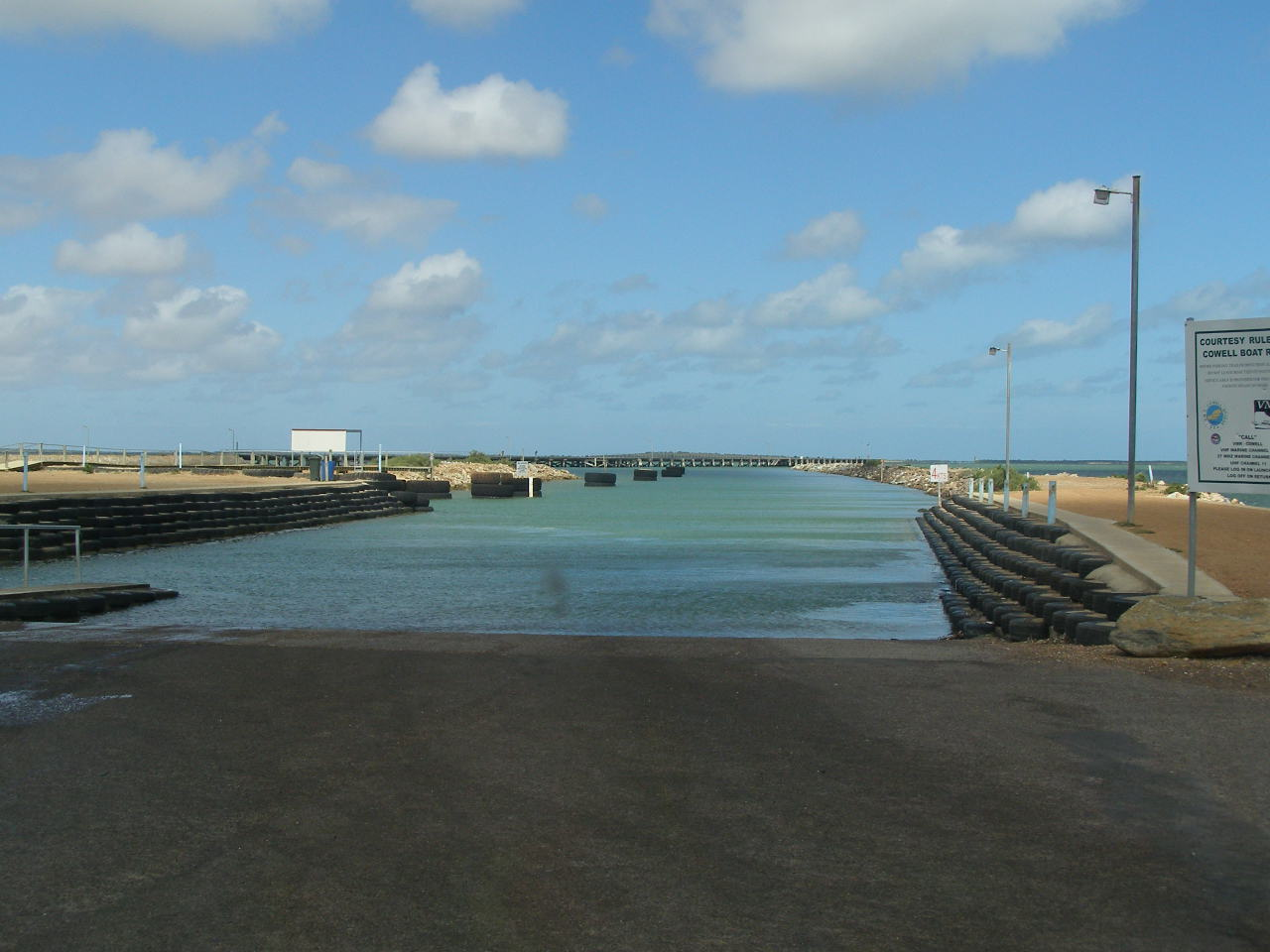
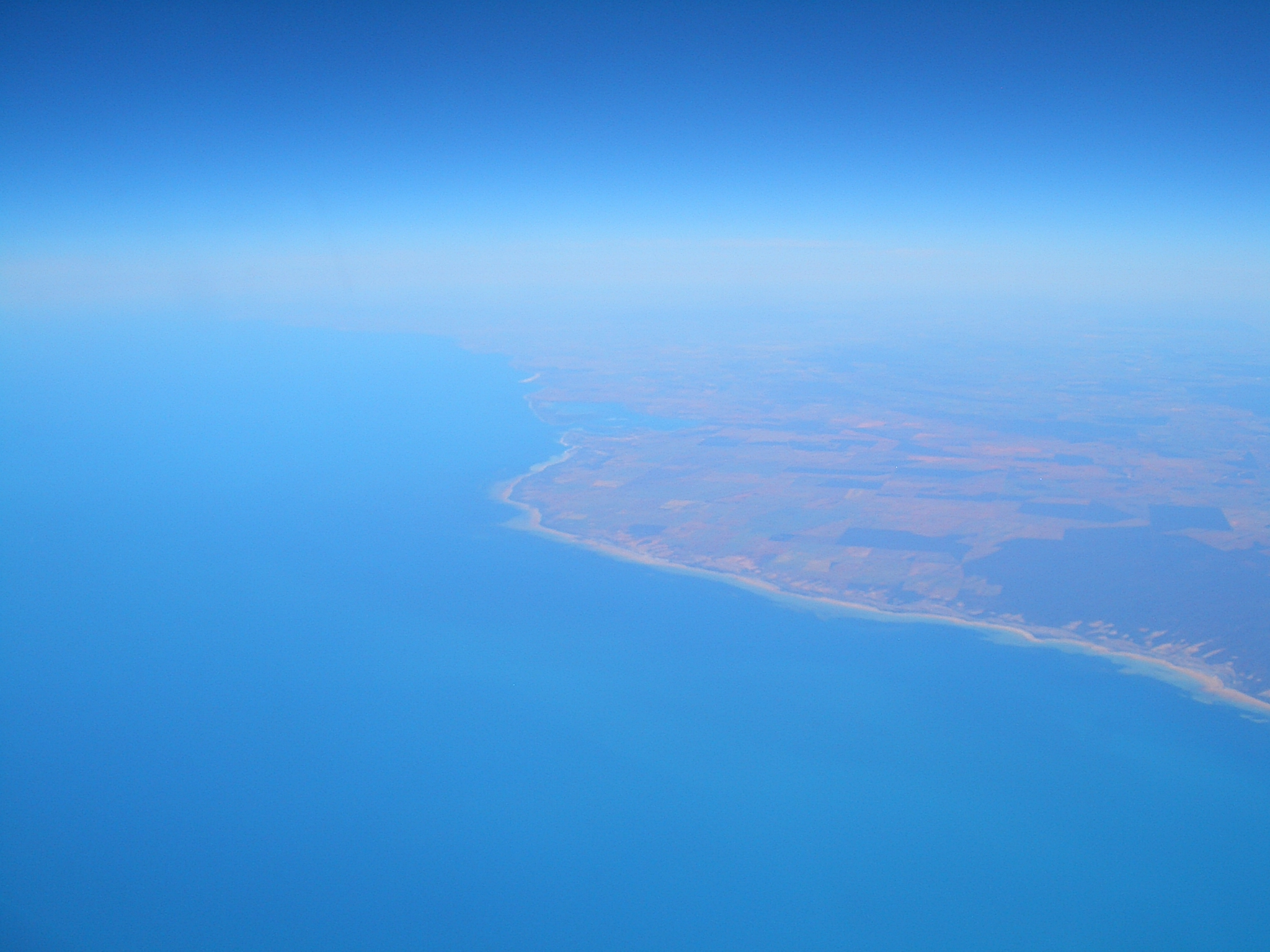